# Pfaffendorf, Šentjurij v Labotski dolini
Pfaffendorf je naselje v Občini Šentjurij v Labotski dolini v Okraju Volšperk na Koroškem v Avstriji.